# Grevskabet Christiansholm
Grevskabet Christiansholm var et dansk grevskab oprettet 16. april 1734 for Christian Raben af hovedgårdene Ålholm, Bramsløkke, Egholm og Stenvængegården. Grevskabet blev opløst ved lensafløsningen i 1921.